# Cristina Yang
Cristina Yang es un personaje ficticio de la serie de televisión Grey's Anatomy, de la cadena ABC. Fue interpretado por la actriz Sandra Oh, quien ganó varios premios por el papel, incluyendo el Globo de Oro y el Premio del Sindicato de Actores.
Cristina Yang proviene de familia judía, sin embargo es atea, sólo cree en la ciencia y trata de ser la más inteligente y la mejor cirujana. Es muy competitiva, fría y sarcástica.

## Caracterización
Cristina Yang es caracterizada como competitiva, ambiciosa e inteligente, así como agresiva y poco sensible, pero siempre muy leal a las personas que le importan.
El actor James Pickens, Jr. ha declarado que Cristina Yang marcó una nueva línea, en términos de cómo las mujeres de la TV. son percibidas por los espectadores.
Kelli Catana de The Huffington Post llamó a Yang "el mejor de todos los personajes" de la serie.
La revista Philadelphia Magazine incluyó a Yang en su lista de "Los 10 Mejores Médicos de la Televisión".
En un artículo del diario Slate titulado "Cómo Cristina Yang Cambió a la Televisión", el autor Willa Paskin menciona que gracias a Yang, ha comenzado una entera generación de "impresionantes personajes femeninos" que raramente se veía en el pasado.
La revista Cosmopolitan, describió a Yang como "Un Personaje Revolucionario", destacando su habilidad de romper con los estereotipos, asegurando que "Yang fue una de las primeras mujeres de la televisión en demostrar que las mujeres realmente pueden conseguir todo lo que se proponen... y no exactamente la exhaustiva definición de "todo", en donde la mujer tiene al hombre perfecto, hijos, familia, una carrera y un matrimonio exitoso y probablemente una mascota, sino la verdadera definición de "todo", en la que luchas con dedicación por todo lo que te propones y lo consigues sin importar lo que los demás piensen de ti."
Después de la emisión del episodio en el que Cristina decide tener un aborto, la Unión Estadounidense por las Libertades Civiles dedicó un artículo al personaje, agradeciendo a la actriz y a los productores de la serie, por promover el derecho de las mujeres a decidir con libertad. También felicitó a la serie y al personaje de Cristina, por romper con los estereotipos de género y "por atreverse a declarar, en los términos más claros, que ella no quiere ser madre; ella no quiere tener hijos; ella quiere su carrera como cirujana; y que ella quiere tener un aborto".
New York Magazine aplaudió la historia del aborto de Cristina, comentando que la serie "fue lo suficientemente valiente para hacer lo que casi ningún otro show haría: mostrar éste particular, totalmente legal, procedimiento médico en televisión abierta".
The Washington Post nombró a Yang como uno de los más grandes iconos feministas de la televisión.
Samantha Highfill de Entertainment Weekly llamó a la amistad entre Cristina Yang y Meredith Grey como "la mejor amistad de la televisión", ya que es retratada como en pocas ocasiones se hace en una serie. 
Mark Perigard de Boston Herald considera a la amistad entre Cristina y Meredith como "la esencia secreta de Grey's Anatomy y probablemente la mejor contribución de sus creadores a la mayor hora de audiencia." 
Aisha Harris del diario Slate describió a su amistad como "la mejor amistad entre mujeres en la historia de la televisión", agregando que "con esos dos personajes, los escritores crearon a una de las más matizadas y realistas representaciones de verdadera amistad femenina de la televisión."

## Historia

### Antes de la primera temporada
Cristina Yang nació en Beverly Hills, Los Ángeles. Es de ascendencia coreana. Su madre se casó en segundas nupcias con Saul Rubinstein (padrastro de Cristina) cuando su hija tenía tan solo cuatro años. Cuando Cristina cumplió los nueve, vio a su padre morir desangrado tras un accidente de automóvil, queriendo ayudarlo. En aquel momento se propuso estudiar medicina para salvar vidas.

### Primera temporada
Cristina es una talentosa interna en SGH cuando conoce a Meredith Grey, que se convierte al instante en su mejor amiga, hecho influido porque Cristina admira a la madre de Grey, una importante cirujana retirada. Tras pasar el tiempo, Cristina empieza a formar amistades con otros internos y desarrolla un amor secreto y fuera de las reglas por el Dr. Preston Burke, cirujano cardiotorácico. Tras tener relaciones sexuales con él, Cristina descubre que está embarazada.

### Segunda temporada
El Dr. Richard Webber, jefe del hospital Seattle Grace, le dice a Burke que quiere nombrarle su sucesor en la jefatura y que para eso debe destruir su vida personal. Burke rompe con Cristina. Sin embargo, ese mismo día, Cristina súbitamente se desmaya durante una cirugía, tras lo cual Addison, la ginecóloga de Seattle Grace, descubre que se trata de un embarazo ectópico. Burke queda sorprendido al enterarse de lo sucedido y decide contarle al jefe su relación con Cristina. Al saberlo este le dice a Burke que es capaz de tener vida personal y profesional y la pareja trata de tener una relación, pero descubren muchas diferencias a tal grado que Burke la obliga a ir a vivir a su casa y Cristina le oculta que sigue conservando su apartamento por si se separan. Burke lo descubre, pero aun así siguen juntos. Tras la mala experiencia sexual de George O'Malley con Grey, Burke lo invita a vivir a su casa y Cristina al ver que se llevan muy bien se siente celosa; Cristina se desviste y pasa frente a George para que este se vaya y ponerle un ultimátum a Burke, volviendo su relación aún más tensa. En un giro dramático, Burke recibe un balazo en el hombro, lo cual podría tener consecuencias graves en su vida profesional y tal vez personal.

### Tercera temporada
Tras resultar Burke herido, Cristina comienza a tener gran responsabilidad en las operaciones del cirujano, debido a que Burke tiene problemas con su pulso durante las operaciones. George sospecha de esto, por lo que Cristina entra en pánico y termina por contarle al jefe Webber la verdad sobre las operaciones. Esto afectó la relación entre Yang y Burke, ya que mientras Preston insistía en que Cristina lo había forzado para seguir operando, ella pensaba que en realidad lo estaba ayudando. Esto llegó al punto de no hablarse para mantener su orgullo, hasta que Cristina decide hablar primero aunque siga manteniendo su opinión sobre el asunto. Burke le propone matrimonio, y luego de un tiempo para pensarlo, ella acepta. El día de la boda llega, y momentos antes de entrar a la iglesia donde Preston la esperaba, Cristina se pone muy nerviosa, preocupando a los invitados y prometido sobre porqué no aparecía. Finalmente Burke, cansado de esperar, va a donde está Cristina, quien estaba a punto de ir hacia el altar, y le dice que su relación no iba a funcionar, cancelando así la boda. Más tarde, Meredith va al departamento de Cristina, y esta le cuenta que Preston se había llevado sus pertenencias y que la había abandonado. Cristina rompe en llanto y Meredith la consuela.

### Cuarta temporada
Diecisiete días después de que Burke la deja plantada en el altar, Cristina vuelve al hospital, esta vez como residente con Meredith, Alex e Izzie. Lidiando con la ida de Burke, Cristina se mostrará fría cuando descubre que su interna, Lexie Grey, es la media hermana de Meredith y la trata mal continuamente, aunque después le dará una segunda oportunidad al ver su capacidad médica.

### Quinta temporada
Para esta temporada Cristina tiene un nuevo romance con el nuevo jefe de trauma del Seattle Grace, 
Owen. Él es la única persona a la que Izzie le cuenta su condición de enferma, aunque ella finalmente se lo cuenta a Bailey y a Alex.

### Sexta temporada
En esta temporada, Cristina continua con su relación con Owen Hunt, quien posteriormente recomienda a una compañera para el área de Cardiología, Teddy Altman. Con ella en el hospital, la pareja tendrá altas y bajas pero al final terminan juntos. Además, la fusión del Seattle Grace y el Mercy West (llamándose así: Seattle Grace-Mercy West) enfurecerán a la doctora. Jackson Avery (uno de los doctores del Mercy West que se une al hospital tras la fusión) parece estar enamorado de ella, besándola cuando estaba ebrio, aunque esta le rechaza por tener una relación (aunque algo inestable) con Owen Hunt. Al final de la temporada, Cristina debe operar con una pistola en la cabeza a Derek, quien recibe un balazo en el pecho. Esta operación la realiza con el doctor Avery, y esta queda muy impresionada por la actuación de su compañero.

### Séptima temporada
Después del tiroteo en el hospital donde trabajan, Cristina desarrolla trastorno de estrés postraumático y no quiere volver a operar. Renuncia a la residencia de cirugía y trata de cambiar su vida, ser "una persona ordinaria". No obstante, Owen y Meredith tratan de hacer que regrese al programa de residencia de cirugía, pero no lo logran. Derek comprende que tiene que tener su proceso y no la fuerza a volver al hospital, sino que la invita a pescar, momento que le permite revalorar la situación y da estabilidad mental, tanta, que luego de otro tiroteo, esta vez en una universidad, Cristina es capaz de ayudar al mismo tirador y volver así al hospital. En esta temporada también, contrae matrimonio con Owen Hunt.

### Octava temporada
En esta temporada, Cristina lleva una buena vida marital, hasta que descubre que está embarazada. Ella intenta abortar sin que Hunt la descubra, pero este se da cuenta, la acompaña a abortar, pero tiempos después en el cumpleaños de Zola él la culpa por ello y comienzan los pleitos. Cristina descubre que Owen la engañó y se separan.  Al final de la temporada, Cristina junto con Meredith, Derek, Arizona, Mark y Lexie, tiene un accidente aéreo, el avión cae en el bosque donde están una semana perdidos, y mueren Lexie Grey al ser aplastada por un trozo de avión perforándole la pelvis, piernas y el brazo izquierdo y el doctor Sloan tras no despertar de un coma en 30 días en el hospital.
En esta temporada también realiza su examen para certificación como cirujana, la cual pasa, junto con sus compañeros (Meredith, Avery y Alex). Para marcar un cambio en la vida y el siguiente paso de su desarrollo profesional se va como fellow a vivir y trabajar en Minesota, donde está la clínica mayo y adonde conoce a su nuevo mentor. No puede volver a Seattle porque tiene miedo a volver a volar. Cuando su nuevo mentor muere vuelve al Hospital Seattle Grace-Mercy West.

### Novena temporada
En esta temporada, se muestra a una Cristina trastornada por el incidente del avión. Esta decide marcharse a trabajar a otro hospital porque alega que: "las desgracias nos persiguen en este sitio" ( refiriéndose al hospital Seattle Grace-Mercy West). 
Cristina siempre le promete a su mejor amiga, Meredith Grey, que irá a verla a Seattle. Pero siempre lo acaba aplazando por su miedo a coger un avión.
Yang mantiene una relación en el nuevo hospital. Cristina vuelve al hospital SGMW contratada por su marido, Owen Hunt. Aunque la relación de ambos es tensa y Owen finge no conocerla.
Cristina y Owen se divorcian y a ella le dan 15 millones de dólares de indemnización por el accidente de avión. Una vez divorciados, Owen y Cristina se sienten bien de nuevo y vuelven a mantener una relación de novios. Tras unos problemas de dinero por la demanda que el hospital tuvo que pagar a los afectados, el Seattle Grace se declara en bancarrota. Pero Cristina y otros cinco compaleros (Arizona, Derek, Meredith, Callie y la fundación Harper-Avery, dejando a Jackson Avery como representante) lo compran, bautizando al hospital con el nombre: Grey-Sloan Memorial Hospital.
A final de temporada, Cristina se da cuenta de que Owen quiere tener hijos y que ella no está dispuesta a cambiar su carrera por ser madre, Cristina decide entonces de terminar la relación con Owen para dejarlo libre.

### Décima temporada
En esta temporada Cristina se hace amiga con derechos de Shane Ross (Interno en el Grey-Sloan Memorial Hospital). Y se pelea con Meredith por usar su impresora. Yang es nominada para los Harper-Avery sin embargo, aunque se lo merecía, no le es posible ganarlo ya que el hospital es parte de la fundación. A Yang le ofrecen un trabajo en un centro de investigación dirigido por Preston Burke. Antes de ir al aeropuerto quiere despedirse de su ex marido pero él está en medio de una cirugía y solamente intercambian miradas. Entonces ella decide irse. Tras una despedida muy emotiva en la cual Cristina le dice a Meredith "tú eres el sol, no él" (refiriéndose a Derek), y que no postergue sus sueños por los de él. Su última aparición surge en el nuevo Centro de Investigación del que es ahora Directora, dirigiéndose a presentarse ante los demás cirujanos.